# Bailey (nome)
Bailey  è un nome proprio di persona inglese maschile e femminile.

## Varianti
- Femminili: Bailee[1], Baylee[1]

## Origine e diffusione
Riprende il cognome inglese Bailey, che ha una duplice origine: da una parte è di origine occupazionale, basato sul vocabolo medio inglese baili ("balivo"), e indicante originariamente una persona che svolgeva tale professione. Dall'altra, risale al termine francese antico bail, che indicava le mura esterne di un castello.

## Onomastico
Essendo un nome adespota, ovvero non portato da alcun santo, l'onomastico può essere festeggiato il 1º novembre, giorno di Ognissanti.

## Persone

### Maschile
- Bailey Howell, cestista statunitense
- Bailey Olter, politico micronesiano
- Bailey Webster, pallavolista statunitense
- Bailey Wright, calciatore australiano

### Varianti femminili
- Bailey Bass, attrice e modella statunitense
- Bailee Madison, attrice statunitense

## Il nome nelle arti
- Bailey Salinger è un personaggio della serie televisiva Cinque in famiglia.